# Rutebeuf
Rutebeuf (ur. ok. 1230, zm. ok. 1285) – średniowieczny poeta francuski.
O jego życiu nie wiadomo prawie nic. Informacje o nim pochodzą przede wszystkim z jego własnych utworów. Najprawdopodobniej pochodził z Szampanii, do Paryża przeniósł się ok. 1250, był żonglerem. Niektórzy twierdzą, iż otrzymał staranne, być może uniwersyteckie wykształcenie, na co wskazywałby fakt, iż doskonale władał łaciną. Nazwisko Rutebeuf, którym zwykł się przedstawiać w swoich tekstach, jest tylko pseudonimem i oznacza dosłownie "tęgi, mocny byk".
Rutebeuf był przede wszystkim poetą zaangażowanym, chętnie tworzącym satyry i tzw. dits (rzeczy), w których przedstawiał określone stanowisko na dany temat, posługując się parodią i ironią. Angażował się w spór świeckich wykładowców akademickich z zakonami żebraczymi po stronie tych pierwszych (poematy Lis przewrotny, Paryskie zakony, Kłótnia uniwersytetu i jakobinów), propagował ideę wypraw krzyżowych, pisał również teksty hagiograficzne (Życie świętej Marii Egipcjanki). Jego najważniejszymi dziełami były dramat Cud o Teofilu oraz zbiór poezji osobistej (Ubóstwo Rutebeufa, Małżeństwo Rutebeufa, Skarga Rutebeufa).
W swojej poezji osobistej Rutebeuf przedstawiał się jako pozbawiony szczęścia w życiu nędzarz, pechowy na każdym polu: od życia prywatnego (nieudane małżeństwo, choroby), poprzez pracę (brak talentów, poza "zdolnością rymowania") aż do finansów (brak stałego miejsca zamieszkania i łóżka). Nie da się obecnie ustalić, na ile ukazywał w ten sposób prawdziwy obraz swojej sytuacji, na ile zaś dokonywał poetyckiej autokreacji, łącząc ze sobą kilka powszechnych w swojej epoce toposów.
Rutebeuf łączył dobrą znajomość zasad poetyckich i elegancję lingwistyczną (w tym zamiłowanie do gier słownych) z surowym, ocierającym się o wulgarność językiem paryskiego plebsu. Pod tym względem uważa się go za prekursora twórczości François Villona.
Polskie przekłady wierszy Rutebeufa znajdują się w Antologii poezji francuskiej Jerzego Lisowskiego.